# Francisco Frutos
Francisco Frutos Gras (Calella, 6 de septiembre de 1939-Madrid, 26 de julio de 2020) fue un político español, secretario general del Partido Comunista de España entre 1998 y 2009.

## Biografía
Nacido en Calella, e hijo de campesinos, trabajó en el campo hasta los veinticinco años de edad. Su primera experiencia política tuvo lugar en el sindicalismo en Safa, una fábrica textil de Blanes. Allí contribuyó a organizar el entonces clandestino sindicato Comisiones Obreras (CC.OO.). En 1963 ingresó en el Partido Socialista Unificado de Cataluña (PSUC). Tras alcanzar un lugar en la dirección de CC.OO., participó en la Assemblea de Catalunya y, ya en las primeras elecciones democráticas, entró en el Parlamento de Cataluña como diputado del PSUC. En 1981 fue durante un breve período secretario general del PSUC.
En los primeros años de la década de 1980 se vio envuelto en los problemas internos del PSUC, y optó por desplazar su actividad política a Madrid para trabajar junto a Gerardo Iglesias, secretario general del Partido Comunista de España entre 1982 y 1988. Después de que Julio Anguita le superase en la elección para coordinador general de Izquierda Unida (IU), desempeñó diversos cargos en la dirección y fue número dos en las elecciones generales de 1996.
En diciembre de 1998, sucedió a Anguita en la secretaría general del Partido Comunista de España (PCE) y, tras la enfermedad de aquel, en enero de 2000, fue designado por Izquierda Unida para ocupar la candidatura a la Presidencia del Gobierno para las elecciones del año 2000. La dirección en pleno de IU decidió firmar un acuerdo para esos comicios con el PSOE ante el serio retroceso en las elecciones municipales, para cerrar el paso a un gobierno del PP quien finalmente se alzó con el triunfo. IU sufrió un grave descalabro electoral perdiendo la mitad de su electorado y 13 diputados. Ese mismo año, en la VI Asamblea Federal de IU, fue elegido como coordinador general de la coalición Gaspar Llamazares (que había obtenido acta de diputado por Asturias en las elecciones generales) por un estrecho margen, aunando los votos de diversas corrientes de IU críticas con la dirección saliente.
En 2002 fue de nuevo elegido secretario general del PCE. En 2003, decidió que dejaría su escaño en el Congreso de los Diputados y que no concurriría a las elecciones generales de 2004.
En junio de 2005 fue reelegido secretario general del PCE, aunque cedió varias de sus responsabilidades al nuevo presidente Felipe Alcaraz.
En mayo de 2008 Francisco Frutos anunció que tras diez años al frente de la secretaría general del PCE se sentía «cansado» y que no sería candidato a la reelección en ese cargo en el siguiente Congreso del PCE, donde sería sustituido por José Luis Centella.
En 2014 fue firmante de un manifiesto de miembros de la izquierda en favor de la unidad de España y Cataluña y rechazando la independencia.
Retirado de la vida política desde 2009, el 29 de octubre de 2017 recobró protagonismo al participar en la manifestación en Barcelona por la unidad de España convocada por Societat Civil Catalana, siendo uno de los oradores que leyó un discurso. En su discurso reprochó a algunos sectores de la izquierda que se hubieran «convertido en cómplices del nacionalismo».
Falleció en Madrid, a los ochenta años de edad, como consecuencia de un cáncer.

## Obras
Fue autor del libro de divulgación titulado El comunismo contado con sencillez, Maeva, Madrid, 2003.
Diecisiete de sus discursos más significativos de 1998 a 2009 están publicados en el número monográfico de la revista de estudios del PCE Nuestra Bandera, n.º 221, vol III, 2009 con el título de La experiencia dialéctica del Secretario General del Partido Comunista de España: Discursos de Francisco Frutos Gras.
En 2019 presentó «Diez años de mirada política 2009-2018», recopilación en 3 tomos de artículos recogidos en publicaciones y en su blog.